# Beloiannisz
Beloiannisz is een plaats (község) en gemeente in het Hongaarse comitaat Fejér. Beloiannisz telt 1234 inwoners (2006).
Het dorp is vernoemd naar Nikos Beloyannis.